# Oldsmobile Viking
Viking – samochód osobowy klasy luksusowej produkowany przez amerykańskie przedsiębiorstwo Oldsmobile w latach 1929–1931.

## Historia i opis modelu

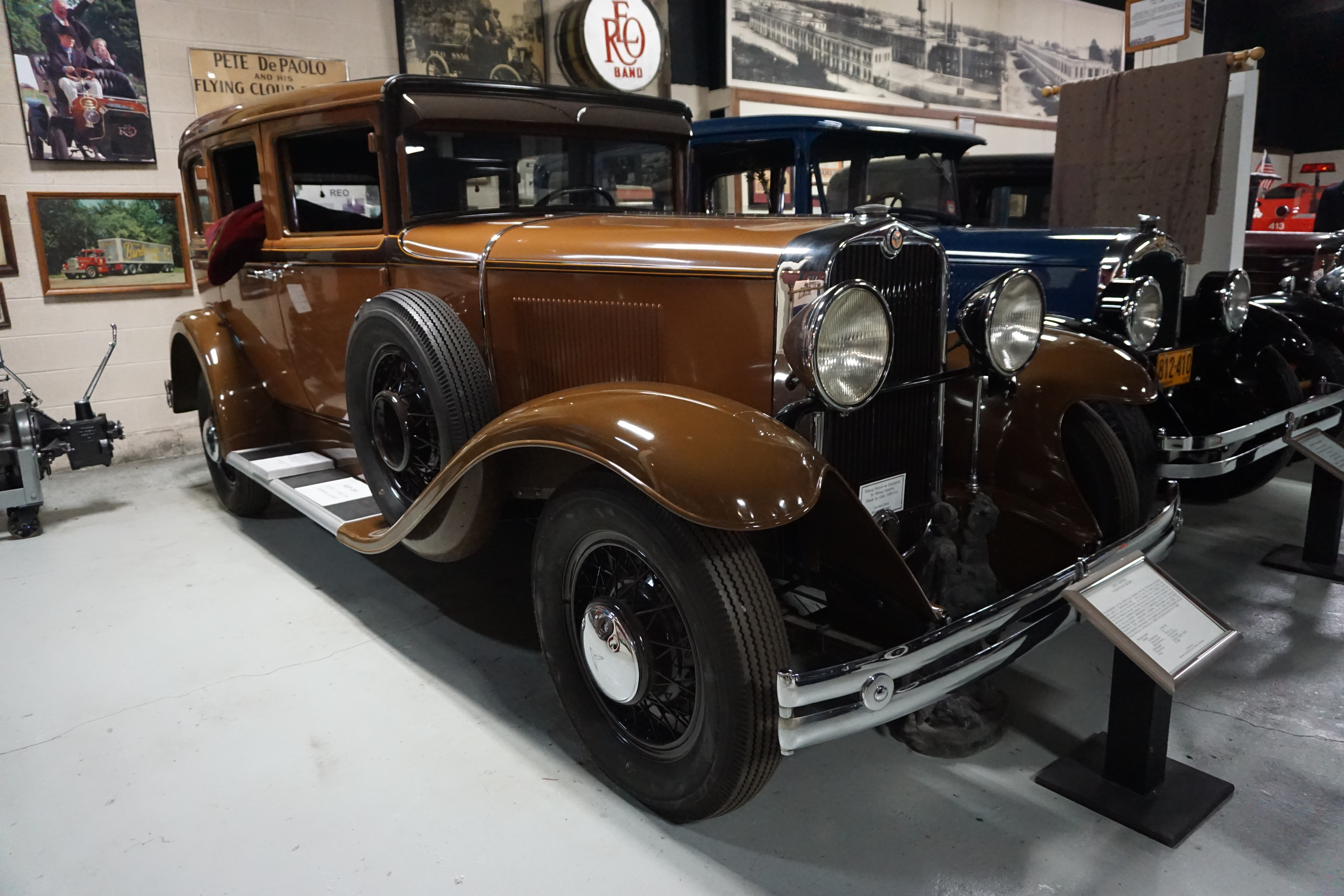
Viking

Jesienią 1929 Oldsmobile przedstawiło topową, luksusową limuzynę Viking oferowaną jako autonomiczna linia modelowa firmowana pod własnym logotypem. Samochód oferowano zarówno jako limuzynę, jak i kabrioleta. Po zakończeniu produkcji producent nie zdecydował się przedstawić następcy.

### Produkcja
Podczas trwającej niespełna 3 lata produkcji Vikinga powstało odpowiednio 4058 sztuk w 1929 roku, 2813 egzemplarze w roku 1930 oraz 353 w ostatnim, 1931 roku wytwarzania.

### Silnik
- V8 Monobloc 81 KM